# Anqing Tianzhushan Airport
Anqing Tianzhushan Airport är en flygplats i Kina. Den ligger i provinsen Anhui, i den östra delen av landet, omkring 140 kilometer söder om provinshuvudstaden Hefei.
Runt Anqing Tianzhushan Airport är det tätbefolkat, med 459 invånare per kvadratkilometer. Närmaste större samhälle är Anqing, 7,6 km söder om Anqing Tianzhushan Airport. Trakten runt Anqing Tianzhushan Airport består till största delen av jordbruksmark.
Genomsnittlig årsnederbörd är 2 124 millimeter. Den regnigaste månaden är juli, med i genomsnitt 329 mm nederbörd, och den torraste är december, med 69 mm nederbörd.